# Arciom Hamielko
Arciom Hamielko (biał. Арцём Гамелько, ros. Артём Гомелько, Artiom Gomiełko; ur. 8 grudnia 1989 w Żodzinie) – białoruski piłkarz występujący na pozycji bramkarza, zawodnik Lori Wanadzor.

## Życiorys

### Kariera klubowa
Od 2006 był zawodnikiem klubów: Tarpieda Żodzino, Lokomotiw Moskwa z Priemjer-Liga (Rosja, kwota odstępnego 210 tys. euro), Naftan Nowopołock z Wyszejszaja liha, Tarpieda-BiełAZ Żodzino, Hranit Mikaszewicze z Pierszaja liha, FC Słonim-2017 i FK Smalawiczy.
6 września 2020 podpisał kontrakt z ormiańskim klubem Lori Wanadzor z Barcragujn chumb, bez odstępnego.

### Kariera reprezentacyjna
Reprezentant Białorusi w kategoriach U-21 i U-23.
Do seniorskiej reprezentacji Białorusi został powołany na mecz towarzyski, który odbył się 29 marca 2011 na stadionie Antalya Atatürk Stadium (Antalya, Turcja) przeciwko Kanadzie, nie rozegrał ani minuty.